# Wappen Dominicas

Wappen Dominicas

Das offizielle Wappen Dominicas ist seit dem Jahr 1961 in Gebrauch.

## Beschreibung
Das Wappen zeigt einen Schild, der durch ein blau-gelbes geviertes Kreuz geviert ist.
1. Das erste Feld zeigt auf goldenem Grund eine Kokospalme, die für die Fruchtbarkeit der Insel steht.
2. Das zweite Feld des Schildes zeigt vor blauem Hintergrund das Exemplar einer in Dominica endemischen Krötenart.
3. Das dritte Feld des Schildes, unten, zeigt vor ebenfalls blauem Hintergrund ein typisch karibisches Kanu mit Segeln.
4. Das vierte Feld des Schildes zeigt auf goldenem Grund eine Bananenstaude.

Auf dem  Schild ein silber-blauer Crest mit dem goldenen laufenden hersehenden britischen Löwen, dem Symbol für die Beziehungen zum Vereinigten Königreich.

Flagge Dominicas

Schildhalter sind zwei Kaiseramazonen (dominicanische Papageien) in natürlichen Farben, die nur dort beheimatet sind. Sie stehen auf einem goldenen Schriftband, auf dem das dominicanische Motto auf Kreolisch steht: Après Bondié, c’est la ter (Nach Gott kommt das Land).
Die Farbgebung und das Kreuzband finden sich auch in der Flagge Dominicas.

## Symbolik
Das den Schild einteilende Kreuzband steht für den christlichen Glauben.
Die Kokospalme und die Bananenstaude stehen für die Flora der Insel und ihre Landwirtschaft. Der Boden, auf dem die beiden Bäume stehen, stellt die Insel dar.
Die nur hier lebende seltene Dominicakröte steht für die Fauna der Insel.
Das Kanu mit Segel verweist auf die Insellage und erinnert an die Entdeckung der Insel durch Christoph Kolumbus im Jahr 1493.
Der als Crest dienende Löwe erinnert an die ehemals britische Herrschaft.

## Geschichte
Das am 21. Juli 1961 verliehene Wappen wurde auch nach der Erklärung der Unabhängigkeit am 3. November 1978 unverändert als Staatswappen beibehalten. Das Wappen ziert auch den Dominica Award of Honour (seit 1967).